# 馬丁斯維爾 (印地安納州)
馬丁斯維爾（英語：Martinsville）是一個位於美國印地安納州摩根縣的城市。根據2010年美國人口普查，該地人口為11,828人，而該地的面積約為11.78平方千米。同時該地也是摩根縣的縣治。

## 地理
馬丁斯維爾的座標為39°25′38″N 86°25′40″W / 39.42722°N 86.42778°W，而該地的平均海拔高度為184米（即604英尺）。